# Phoma commelinicola
Phoma commelinicola är en lavart som först beskrevs av E. Young, och fick sitt nu gällande namn av Gruyter 2002. Phoma commelinicola ingår i släktet Phoma, ordningen Pleosporales, klassen Dothideomycetes, divisionen sporsäcksvampar och riket svampar.   Inga underarter finns listade i Catalogue of Life.